# Ga Shin-Kobe
Shin-Kōbe station (新神戸駅 Shin-Kōbe-eki) là một nhà ga đường sắt trên tuyến Sanyō Shinkansen phục vụ thành phố Kobe, Nhật Bản, và các vùng lân cận. Nhà ga này nằm ở phía bắc trun tâm Kobe dưới chân núi Rokkō.

## Các ga lân cận
| ←                                              |                  | Dịch vụ          |                  | →                               |
| Sanyo Shinkansen                               | Sanyo Shinkansen | Sanyo Shinkansen | Sanyo Shinkansen | Sanyo Shinkansen                |
| ---------------------------------------------- | ---------------- | ---------------- | ---------------- | ------------------------------- |
| Shin-Osaka                                     |                  | Nozomi           |                  | Nishi-Akashi, Himeji or Okayama |
| Shin-Osaka                                     |                  | Hikari           |                  | Nishi-Akashi or Himeji          |
| Shin-Osaka                                     |                  | Kodama           |                  | Nishi-Akashi                    |
| Shin-Osaka                                     |                  | Mizuho           |                  | Himeji or Okayama               |
| Shin-Osaka                                     |                  | Sakura           |                  | Himeji or Okayama               |
| Seishin-Yamate Line and Hokushin Kyuko Railway |                  |                  |                  |                                 |
| Sannomiya                                      | Sannomiya        | -                | Tanigami         | Tanigami                        |